# La Belle et la Bête
La Belle et la Bête (bra: A Bela e a Fera; prt: A Bela e o Monstro) é um tradicional conto de fadas francês. Originalmente escrito por Gabrielle-Suzanne Barbot, Dama de Villeneuve, em 1740, tornou-se mais conhecido em sua versão de 1756, por Jeanne-Marie Leprince de Beaumont, que resumiu e modificou a obra de Villeneuve. Adaptado, filmado e encenado inúmeras vezes, o conto apresenta diversas versões diferentes do original que se adaptam a diferentes culturas e momentos sociais.

## Histórico
Em francês, La Belle et la Bête, a primeira versão do conto foi publicado por Gabrielle-Suzanne Barbot, Dama de Villeneuve, em La Jeune Ameriquaine et les Contes Marins, em 1740.
A versão mais conhecida foi um resumo da obra de Madame Villeneuve, publicado em 1756 por Madame Jeanne-Marie Leprince de Beaumont, no Magasin des enfants, ou dialogues entre une sage gouvernante et plusieurs de ses élèves. A primeira versão inglesa surgiu em 1757.
Variantes do conto foram surgindo através da Europa. Um exemplo é a versão lírica francesa "Zémire et Azor", escrita por Marmontel e composta por Grétry, em 1771.

## Enredo

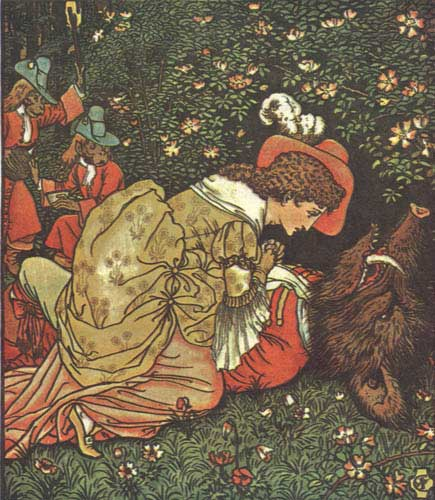
Ilustração para a edição d'A Bela e a Fera, Walter Crane, Londres: George Routledge and Sons, 1874.

O conto "A Bela e a Fera" relata a história da filha mais nova de um rico mercador, que tinha três filhas, porém, enquanto as filhas mais velhas gostavam de ostentar luxo, de festas e lindos vestidos, a mais nova, que todos chamavam de Bela, era humilde, gentil, e generosa, gostava de leitura e tratava bem as pessoas.
Um dia, o mercador perdeu toda a sua fortuna, com exceção de uma pequena casa distante da cidade. Bela aceitou a situação com dignidade, mas as duas filhas mais velhas não se conformavam em perder a fortuna e os admiradores, e descontavam suas frustrações sobre Bela, que humildemente não reclamava e ajudava seu pai como podia.
Um dia, o mercador recebeu notícias de bons negócios na cidade, e resolveu partir. As duas filhas mais velhas, esperançosas em enriquecer novamente, encomendaram-lhe vestidos e futilidades, mas Bela, preocupada com o pai, pediu apenas que ele lhe trouxesse uma rosa.
Quando o mercador voltava para casa, foi surpreendido por uma tempestade, e se abrigou em um castelo que avistou no caminho. O castelo era mágico, e o mercador pôde se alimentar e dormir confortavelmente, pois tudo o que precisava lhe era servido como por encanto.
Ao partir, pela manhã, avistou um jardim de rosas e, lembrando do pedido de Bela, colheu uma delas para levar consigo. Foi surpreendido, porém, pelo dono, uma Fera pavorosa, que lhe impôs uma condição para viver: deveria trazer uma de suas filhas para se oferecer em seu lugar.
Ao chegar em casa, Bela, mediante a situação resolveu se oferecer para a Fera, imaginando que ela a devoraria. Ao invés de a devorar, a Fera foi se mostrando aos poucos como um ser sensível e amável, fazendo todas as suas vontades e tratando-a como uma princesa. Apesar de achá-lo feio e pouco inteligente, Bela se apegou ao monstro que, sensibilizado a pedia constantemente em casamento, pedido que Bela gentilmente recusava.
Um dia, Bela pediu que Fera a deixasse visitar sua família, pedido que a Fera, muito a contragosto, concedeu, com a promessa de Bela retornar em uma semana. O monstro combinou com Bela que, para voltar, bastaria colocar seu anel sobre a mesa, e magicamente retornaria.
Bela visitou alegremente sua família, mas as irmãs, ao vê-la feliz, rica e bem vestida, sentiram inveja, e a envolveram para que sua visita fosse se prolongando, na intenção de Fera ficar aborrecida com sua irmã e devorá-la. Bela foi prorrogando sua volta até ter um sonho em que via Fera morrendo. Arrependida, colocou o anel sobre a mesa e voltou imediatamente, mas encontrou Fera morrendo no jardim, pois ela não se alimentara mais, temendo que Bela não retornasse.
Bela compreendeu que amava a Fera, que não podia mais viver sem ela, e confessou ao monstro sua resolução de aceitar o pedido de casamento. Mal pronunciou essas palavras, a Fera se transformou num lindo príncipe, pois seu amor colocara fim ao encanto que o condenara a viver sob a forma de uma fera até que uma donzela aceitasse se casar com ele. O príncipe casou com Bela e foram felizes para sempre.

## Versão de Villeneuve
A versão de Villeneuve inclui alguns elementos omitidos por Beaumont. Segundo essa versão, a Fera foi um príncipe que ainda jovem perdeu o pai, e sua mãe partiu para uma guerra em defesa do reino. A rainha deixou-o aos cuidados de uma fada malvada, que tentou seduzi-lo enquanto ele crescia; quando ele recusou, ela o transformou em fera. A história revela também que Bela não é realmente uma filha do mercador, mas a descendente de um rei. A mesma fada que tentou seduzir o príncipe tentou matar Bela para casar com seu pai, e Bela tomou o lugar da filha morta do mercador para se proteger. Beaumont diminuiu o número de personagens e simplificou o conto.

## Mídia

### Cinema
- Uma versão francesa foi feita em 1946, La Belle et la Bête, dirigida por Jean Cocteau, codirigida por René Clément, estrelando Jean Marais e Josette Day.
- Na União Soviética, um filme chamado "A Flor Vermelha" foi feito em 1952, baseado numa versão de Sergei Aksakov.
- Em 1962, uma versão com Joyce Taylor e Mark Damon mostra a Fera como um príncipe transformado em lobisomem.
- Em 1987, uma produção de The Cannon Group e Golan-Globus realizou uma versão musical, Beauty and the Beast, sob direção de Eugene Marner, estrelando John Savage e Rebecca De Mornay, com trilha musical de Lori McKelvey.
- Em 1991, Walt Disney Feature Animation produz um musical de animação baseado em "A Bela e a Fera", Beauty and the Beast, dirigido por Kirk Wise & Gary Trousdale, com adaptação de Linda Woolverton e canções de Alan Menken & Howard Ashman. Nesta versão Bela não tem irmãos ou irmãs, e o castelo da Fera fora encantado por uma fada disfarçada de velha mendiga que no passado oferecera uma rosa a um príncipe soberbo, que recusando-a, fora transformado em fera. Os criados do príncipe foram transformados em objetos domésticos e ele tem um prazo para se casar com uma mulher que aceite seu amor até que a última pétala de uma rosa se precipite.
- A produtora Diane Eskenazi produziu um filme infantil, Beauty and the Beast, adaptando "A Bela e a Fera" para a Golden Films em 1993.
- O filme de lançamento em 2011 chamado Beastly é uma versão moderna do conto A Bela e a Fera. Nela, Kyle é um jovem com um rosto desfigurado graças a uma antiga colega de escola que no passado fora humilhada por ele.
- Em 2014 foi lançado um longa-metragem francês baseado no conto, La Belle et la Bête, estrelando Léa Saydoux como Bela e Vincent Cassel como a Fera. Nela, a maldição da fera foi lançada por um deus da floresta, condenando-o a viver como monstro até que encontrasse alguém que o amasse, por ele um dia ter caçado a corsa dourada, que na verdade era a ninfa do bosque, filha do deus da floresta.
- Em 2017 a mais nova versão da Disney é estreiada em live-action. Emma Watson, que interpretou Hermione Granger na saga Harry Potter, protagonizou Bela nos cinemas. O filme estreiou em 17 de março de 2017, nos Estados Unidos.

### Televisão
- George C. Scott e Trish Van Devere interpretaram uma versão feita para TV em 1976, Beauty and the Beast] pela "Hallmark Hall of Fame".
- Em 1984, Shelley Duvall's Faerie Tale Theatre produziu e adaptou uma versão estrelando Klaus Kinski e Susan Sarandon, Beauty and the Beast, pela Faerie Tale Theatre.
- Linda Hamilton e Ron Perlman estrelaram uma adaptação de A Bela e a Fera em uma série feita para TV entre 1987 e 1989, Beauty and the Beast
- Uma variação da história foi feita para a série Once Upon a Time, onde Belle é interpretada por Emilie de Ravin e a Fera que na série, que é uma versão de Rumpelstiltskin, é interpretada por Robert Carlyle. Nesta versão, a "fera" não aceitou o amor de Belle inicialmente, apesar de ter se apaixonado por ela, já que caso ele perdesse sua aparência monstruosa por amor verdadeiro, também deixaria de ser a criatura mais poderosa da Terra dos Contos de Fada. Mas, apesar de tudo, os dois ficam juntos na segunda temporada da série e se casam na terceira temporada.
- Kristin Kreuk e Jay Ryan protagonizam a série mais recente, Beauty and the Beast é uma série de televisão americana muito vagamente inspirado na série de 1987.

### Teatro
- O filme de Walt Disney (com pequenas alterações e um número maior de músicas) foi montado como uma peça musical. Estreou em 18 de Abril de 1994 no Palace Theatre, na Broadway. Foi transferida depois para o Lunt-Fontanne Theatre, em Novembro de 1999, onde ficou em cartaz até 29 de Julho de 2004, tendo realizado 5464 performances. Susan Egan e Terrence Mann estrelaram a produção como Bela e Fera/Príncipe. Atualmente, existe uma versão revisada da peça num tour nacional pelos EUA.